# Thérèse Kim
Pour les articles homonymes, voir Sainte Thérèse et Kim.
Ne doit pas être confondu avec Thérèse Kim Im-i.
Thérèse Kim (en coréen 김 데레사) est une laïque chrétienne coréenne, née vers 1797 à Myeoncheon, dans la province de Chungcheong, morte en prison le 9 janvier 1840.
Reconnue martyre et béatifiée en 1925, elle est canonisée par le pape Jean-Paul II le 6 mai 1984 avec 102 autres martyrs de Corée. 
Elle est fêtée est le 9 janvier et le 20 septembre.

## Biographie
Thérèse Kim naît vers 1797 à Myeoncheon, dans la province de Chungcheong. Elle est d'une famille de saints et de martyrs : elle est la tante de saint André Kim Taegon, le premier Coréen prêtre, et la cousine du père de celui-ci, saint Ignace Kim Che-jun. Son propre père, André Kim Han-hyon, et son grand-père, Pie Kim Chin-hu, ont eux aussi témoigné en mourant leur foi après avoir été emprisonnés et torturés.
Son père, depuis sa prison, se préoccupe beaucoup de sa femme, la mère de Thérèse, et regrette que personne ne l'aide malgré l'hiver, par crainte des risques encourus. Il écrit à ses relations pour leur demander de la prendre en charge, au nom de l'amour, de l'unité indispensable dans l'Église, et de la nécessité de s'aider et de se soutenir mutuellement.
Thérèse Kim est très appréciée et charitable. Elle se marie à l'âge de 17 ans, et épouse un autre chrétien, Joseph Son. Ils ont beaucoup d'enfants, qu'elle élève et éduque dans l'amour de Dieu. Son mari, Joseph, est arrêté et emprisonné. Il meurt dans la prison de Haemi.
Elle a alors 32 ans. Ainsi devenue veuve, elle mène une vie de mortification, et jeûne deux fois par semaine,  tous les mercredis et vendredis. Elle est réputée être une chrétienne exemplaire malgré sa condition de veuve. La forte volonté qu'elle manifeste depuis sa jeunesse la soutient dans son esprit, son comportement et son maintien.
Lorsque le prêtre chinois Pacifique Yu arrive en Corée, Thérèse Kim est choisie pour être sa gouvernante. Le père Yu et d'autres l'admirent autant pour son exemple de vie chrétienne que pour l'excellence de son travail. Quand le P. Yu quitte la Corée, elle devient l'une des femmes chargées de l'intendance de Mgr Laurent Imbert, malgré les risques d'être arrêtée. 
Ne s'étant pas échappée, elle est arrêtée le 19 juillet 1839. Interrogée, elle reste fidèle à sa foi et refuse de révéler où se trouvent les missionnaires et les autres catholiques. Elle est fouettée plusieurs centaines de fois. Après six mois d'emprisonnement et de souffrances, Thérèse Kim est étranglée à Séoul le 9 janvier 1840.

## Canonisation
Thérèse Kim est reconnue martyre par décret du Saint-Siège le 9 mai 1925 et ainsi proclamée vénérable. Elle est béatifiée (proclamée bienheureuse) le 6 juin suivant par le pape Pie XI.
Elle est canonisée (proclamée sainte) par le pape Jean-Paul II le 6 mai 1984 à Séoul avec 102 autres martyrs de Corée,. 
Sainte Thérèse Kim est fêtée le 9 janvier, jour anniversaire de sa mort, et aussi le 20 septembre, date commune avec les autres martyrs de Corée.